# Type Allocation Code
Pour les articles homonymes, voir TAC.
 (septembre 2019).

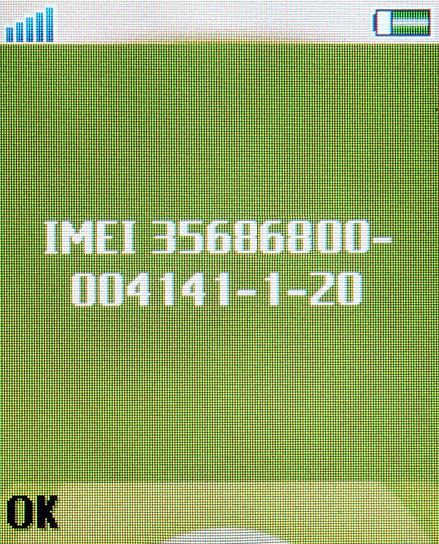
Exemple d'un IMEI. Ici le TAC est 35686800.

Le Type Allocation Code (TAC) est un code représenté par les 8 premiers des 15 chiffres du code IMEI ou des 16 chiffres du code IMEI-SV (Sotfware Version), qui sont utilisés pour répertorier de manière unique les équipements de télécommunications mobiles.
Le TAC désigne un modèle donné (et souvent une version donnée) d'un équipement mobile conçu pour se connecter à des réseaux de télécommunication mobile de type GSM, UMTS, LTE, ou tout autre réseau nécessitant l'utilisation d'un IMEI.
Les deux premiers chiffres du TAC (Type Allocation Code) représentent l'identifiant de l'organisme de certification (Reporting Body Identifier). Cet identifiant désigne l'organisme, autorisé par le GSMA, qui a accordé le TAC.

## Avant le1eravril 2004
L'identifiant d'un modèle de terminal mobile était composé de 8 chiffres : 
- les six premiers chiffres composaient le "Type approval code" (qui était également nommé TAC)
- les deux derniers chiffres composaient le "Final Assembly Code" (FAC) (l'usine).

Le TAC indiquait que l'équipement mobile avait été approuvé par un organisme national d'approbation GSM et le FAC désignait l'entreprise qui avait construit et assemblait l'équipement (souvent différente de la marque mentionnée sur l'équipement).

## Depuis le1eravril 2004
De nombreux pays et groupes de pays (notamment l'Europe) ont abandonné l'obligation d'approbation par un organisme national, et ont évolué vers un système où les constructeurs d'équipement mobile exercent un auto-contrôle du marché des équipements. En conséquence, aujourd'hui, un constructeur obtient - pour un nouvel équipement mobile - un TAC à 8 chiffres de l'organisme international représentant les constructeurs et les opérateurs de téléphonie mobile, le GSMA, plutôt que de soumettre chaque équipement à l'approbation d'un organisme national dans chaque pays.
L'ancien TAC et le nouveau TAC permettent une identification unique du modèle du téléphone. Certains téléphones ont plusieurs codes TAC, en fonction de la version, du lieu de fabrication, etc. 

## Exemples de TAC
| TAC      | Constructeur    | Modèle                                   | Numéro international du modèle           |
| -------- | --------------- | ---------------------------------------- | ---------------------------------------- |
| 01124500 | Apple           | iPhone                                   |                                          |
| 01130000 | Apple           | iPhone                                   | MA712LL                                  |
| 01136400 | Apple           | iPhone                                   |                                          |
| 01154600 | Apple           | iPhone                                   | MB384LL                                  |
| 01161200 | Apple           | iPhone 3G                                |                                          |
| 01174400 | Apple           | iPhone 3G                                | MB496RS                                  |
| 01180800 | Apple           | iPhone 3G                                | MB704LL                                  |
| 01181200 | Apple           | iPhone 3G                                | MB496B                                   |
| 01193400 | Apple           | iPhone 3G                                |                                          |
| 01194800 | Apple           | iPhone 3GS                               |                                          |
| 01215800 | Apple           | iPhone 3GS                               |                                          |
| 01215900 | Apple           | iPhone 3GS                               | MC131B                                   |
| 01216100 | Apple           | iPhone 3GS                               |                                          |
| 01226800 | Apple           | iPhone 3GS                               |                                          |
| 01233600 | Apple           | iPhone 4                                 | MC608LL                                  |
| 01233700 | Apple           | iPhone 4                                 | MC603B                                   |
| 01233800 | Apple           | iPhone 4                                 | MC610LL                                  |
| 01241700 | Apple           | iPhone 4                                 |                                          |
| 01242000 | Apple           | iPhone 4                                 |                                          |
| 01243000 | Apple           | iPhone 4                                 | MC603KS                                  |
| 01253600 | Apple           | iPhone 4                                 | MC610LL/A                                |
| 01254200 | Apple           | iPhone 4                                 |                                          |
| 01300600 | Apple           | iPhone 4S                                | MD260C                                   |
| 01312600 | Apple           | iPhone 4                                 | A1332                                    |
| 01326300 | Apple           | iPhone 4                                 | MD198HN/A                                |
| 01332700 | Apple           | iPhone 5                                 | MD642C                                   |
| 01359100 | Apple           | iPhone 4S                                | A1387                                    |
| 01388300 | Apple           | iPhone 5S                                | ME297C/A                                 |
| 35875105 | Apple           | iPhone 5S                                | A1533                                    |
| 35875205 | Apple           | iPhone 5S                                | A1533                                    |
| 35875305 | Apple           | iPhone 5S                                | A1533                                    |
| 35875405 | Apple           | iPhone 5S                                | A1533                                    |
| 35875505 | Apple           | iPhone 5S                                | A1533                                    |
| 35875605 | Apple           | iPhone 5S                                | A1453                                    |
| 35875705 | Apple           | iPhone 5S                                | A1453                                    |
| 35875805 | Apple           | iPhone 5S                                | A1453                                    |
| 35875905 | Apple           | iPhone 5S                                | A1453                                    |
| 35201906 | Apple           | iPhone 5S                                | A1457                                    |
| 35925406 | Apple           | iPhone 6                                 | A1549                                    |
| 350151.. | Nokia           | 3330                                     |                                          |
| 35089080 | Nokia           | 3410                                     | NHM-2NX                                  |
| 35099480 | Nokia           | 3410                                     | NHM-2NX                                  |
| 35148420 | Nokia           | 3410                                     | NHM-2NX                                  |
| 35148820 | Nokia           | 6310i                                    | NPL-1                                    |
| 35151304 | Nokia           | E72-1                                    | RM-530                                   |
| 35154900 | Nokia           | 6310i                                    | NPL-1                                    |
| 35171005 | Sony Ericsson   | Xperia S                                 |                                          |
| 35174605 | Google          | Galaxy Nexus                             | Samsung GT-I9250, Samsung GT-I9250TSGGEN |
| 35191405 | Motorola        | Defy Mini                                |                                          |
| 35226005 | Samsung         | Galaxy SIII                              |                                          |
| 35237605 | Samsung         | Galaxy SII                               | GT-I9100P                                |
| 35238402 | Sony Ericsson   | K770i                                    |                                          |
| 35274901 | Nokia           | 6233                                     |                                          |
| 35291402 | Nokia           | 6210 Navigator                           |                                          |
| 35316004 | ZTE             | Blade                                    |                                          |
| 35316605 | Samsung         | Galaxy S3                                | GT-I9300                                 |
| 35332705 | Samsung         | Galaxy SII                               | GT-I9100                                 |
| 35328504 | Samsung         | Galaxy S                                 | GT-I9000                                 |
| 35351200 | Motorola        | V300                                     |                                          |
| 35357800 | Samsung         | SGH-A800                                 |                                          |
| 35376800 | Nokia           | 6230                                     |                                          |
| 35391805 | Google          | Nexus 4                                  | LG E960                                  |
| 35405600 | Wavecom         | M1306B                                   |                                          |
| 35421803 | Nokia           | 5310                                     | RM-303                                   |
| 35433004 | Nokia           | C5-00                                    | RM-645                                   |
| 35450502 | GlobeTrotter    | HSDPA Modem                              |                                          |
| 35511405 | Sony Ericsson   | Xperia U                                 |                                          |
| 35524803 | Nokia           | 2330C-2                                  | RM-512                                   |
| 35566600 | Nokia           | 6230                                     |                                          |
| 35569500 | Nokia           | 1100                                     |                                          |
| 35679404 | Samsung         | Galaxy Mini                              | GT-S5570                                 |
| 35685702 | Nokia           | 6300                                     |                                          |
| 35693803 | Nokia           | N900                                     |                                          |
| 35694603 | Nokia           | 2700                                     |                                          |
| 35699601 | Nokia           | N95                                      |                                          |
| 35700804 | Nokia           | C1                                       |                                          |
| 35714904 | Huawei          | E398U-15 LTE Stick                       |                                          |
| 35733104 | Samsung         | Galaxy Gio                               |                                          |
| 35739804 | Nokia           | N8                                       |                                          |
| 35744105 | Samsung         | Galaxy S4                                | GT-I9505                                 |
| 35765206 | Sony            | Xperia Z3 Compact                        | D5803                                    |
| 35788104 | Nokia           | N950                                     |                                          |
| 35803106 | HTC             | HTC One M8s                              |                                          |
| 35809906 | Alcatel         | Idol 3 5,5"                              | 6045Y                                    |
| 35824005 | Google          | Nexus 5                                  | LG D820/D821                             |
| 35828103 | Nokia           | 6303C                                    |                                          |
| 35836800 | Nokia           | 6230i                                    |                                          |
| 35837501 | XDA             | Orbit 2                                  |                                          |
| 35837800 | Nokia           | N6030                                    | RM-74                                    |
| 35850000 | Nokia           | Lumia 720                                |                                          |
| 35851004 | Sony Ericsson   | Xperia Active                            |                                          |
| 35853704 | Samsung         | Galaxy SII                               |                                          |
| 35869205 | Apple           | iPhone 5S                                | MF353TA/A                                |
| 35876105 | Apple           | iPhone 5S                                | A1457                                    |
| 35896704 | HTC             | Desire S                                 |                                          |
| 35902803 | HTC             | Wildfire                                 |                                          |
| 35909205 | Samsung         | Galaxy Note III                          | SM-N9000, SM-N9005, SM-N900              |
| 35918804 | HTC             | One X                                    |                                          |
| 35920605 | Nokia           | Lumia 625                                |                                          |
| 35929005 | Motorola        | Moto G                                   | XT1039                                   |
| 35933005 | OROD            | 6468                                     |                                          |
| 35935003 | Nokia           | 2720A-2                                  | RM-519                                   |
| 35972100 | Lobster         | 544                                      |                                          |
| 35974101 | GlobeTrotter    | HSDPA Modem                              |                                          |
| 35979504 | Samsung         | Galaxy Note                              |                                          |
| 449337.. | Nokia           | 6210                                     |                                          |
| 86107402 | Quectel         | Queclink GV200                           |                                          |
| 86217001 | Quectel         | Queclink GV200                           |                                          |
| 86723902 | ZTE Corporation | Rook from EE, Orange Dive 30, Blade A410 |                                          |
| 86813001 | Jiayu           | G3S                                      | JY-G3                                    |
| 00000000 | N/A             | Code FAC factice, parfois utilisé        |                                          |
| 01234567 | N/A             | Code FAC factice, parfois utilisé        |                                          |
| 12345678 | N/A             | Code FAC factice, parfois utilisé        |                                          |
| 13579024 | N/A             | Code FAC factice, parfois utilisé        |                                          |
| 88888888 | N/A             | Code FAC factice, parfois utilisé        |                                          |